# Margarete Klose
Margarete Klose (eigentlich Margarete Frida Klose; * 6. August 1899 in Berlin; † 14. Dezember 1968, ebenda) war eine deutsche Opernsängerin (Alt).

## Leben

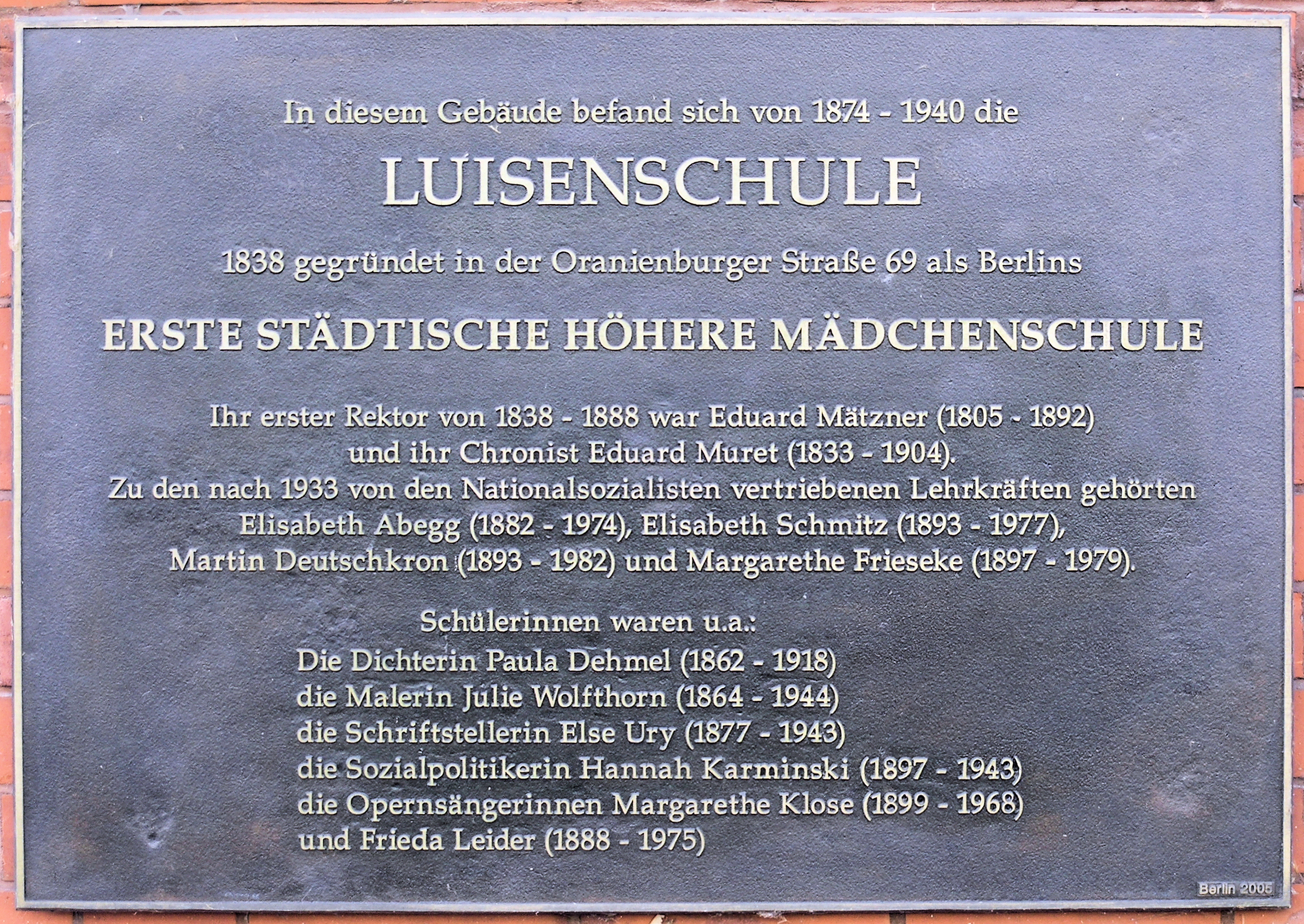
Gedenktafel am Haus Ziegelstraße 12, in Berlin-Mitte

Margarete Klose wurde 1899 im Berliner Ortsteil Prenzlauer Berg geboren. Ihr Vater war der Fleischermeister Julius Alois Klose (* 1869 Tharnau; † 1913 Wilmersdorf), ihre Mutter die Verkäuferin Karoline Emilie Klose, geb. Leske (* 1872 Ulbersdorf).  Sie verlor früh ihren Vater und arbeitete deshalb zunächst als Sekretärin. Eine Kollegin vermittelte ihr ein Vorsingen am Klindworth-Scharwenka-Konservatorium, wo sie ab 1920 in einem sechsjährigen Studium unter anderem bei Max Marschalk (1863–1940) eine musikalische Ausbildung erhielt.
Ihr Bühnendebüt gab sie 1926 am Theater Ulm in einer Nebenrolle der Operette Gräfin Mariza. Später erhielt sie dann die Hauptrolle der Azucena in Giuseppe Verdis Il trovatore. In den kommenden drei Jahren erarbeitete sich Margarete Klose in Ulm und Kassel ein großes Repertoire. 1928 heiratete sie in Mannheim den Regisseur und Gesangspädagogen Walter Bültemann (* 1879 Braunschweig; † 1949 Berlin-Charlottenburg), den sie seit ihrer Tätigkeit in Ulm kannte. Die nächste Stufe ihrer Karriere war das Nationaltheater Mannheim, wo sie von 1929 bis 1931 engagiert war.
In Berlin war sie von 1931 bis 1949 und dann noch einmal von 1955 bis 1961 an der Staatsoper Unter den Linden, dazwischen von 1949 bis 1955 an der Städtischen Oper engagiert. Gastspiele führten sie regelmäßig an die Wiener Staatsoper, das Royal Opera House Covent Garden London, die Mailänder Scala, die Sächsische Staatsoper Dresden, das Nationaltheater München, die Hamburgische Staatsoper, das Teatro Colón in Buenos Aires, das Théâtre de la Monnaie in Brüssel, nach San Francisco und Los Angeles.
1934 wurde Margarete Klose zur Kammersängerin ernannt.
Ab 1935 gab sie regelmäßig Liederabende. 1935 gastierte die Sängerin bei den Wagner-Festspielen in der Zoppoter Waldoper. Von 1936 bis 1942 war sie ständiger Gast bei den Bayreuther Festspielen, wo sie große Altrollen sang, insbesondere die Brangäne 1938 und 1939 in der Tietjen-Inszenierung von Tristan und Isolde, mit der sie identifiziert wurde. Bei den Salzburger Festspielen war die Sängerin 1949 (Alt-Solo im Verdi-Requiem) und 1955 (Oona in der Uraufführung der Irischen Legende von Werner Egk) zu hören. Klose stand 1944 in der Gottbegnadeten-Liste des Reichsministeriums für Volksaufklärung und Propaganda. Eine Mitgliedschaft in der NSDAP ist nicht nachgewiesen.
1946 sang sie an der Seite ihrer Freundin, der Sopranistin Frida Leider, in deren Abschiedskonzert. 1949 synchronisierte sie die Schauspielerin Elsa Wagner im DEFA-Film Figaros Hochzeit mit ihrem Gesang. 1961 zog sich Margarethe Klose von der Bühne zurück und beschränkte sich auf ihre Lehrtätigkeit. Im Sommer gab sie regelmäßig Meisterkurse am Salzburger Mozarteum.

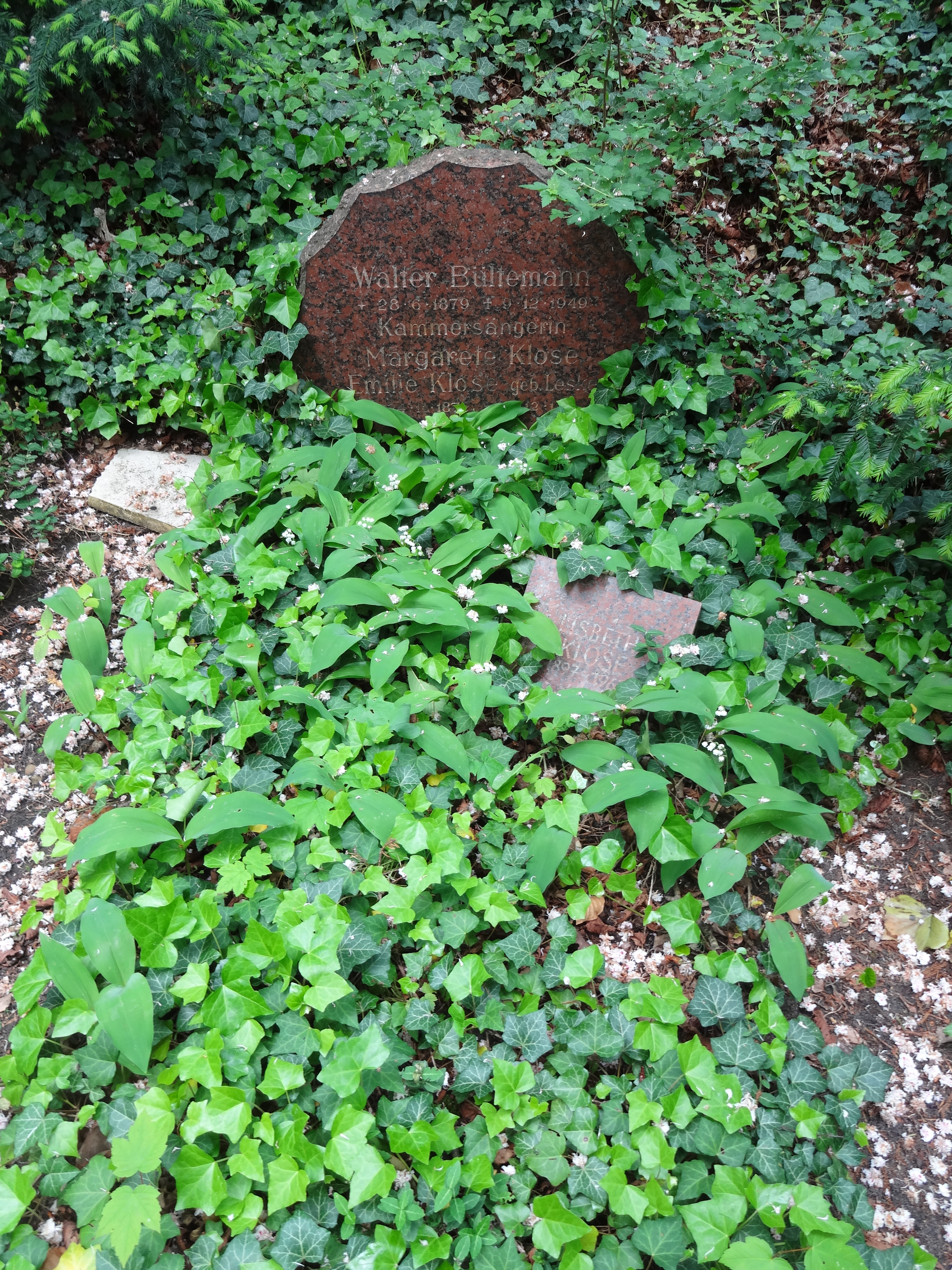
Grab von Margarete Klose auf dem Friedhof Heerstraße in Berlin-Westend

Margarete Klose starb am 14. Dezember 1968 im Berliner Martin-Luther-Krankenhaus an den Folgen eines Schlaganfalls. Ihr Grab befindet sich auf dem Friedhof Heerstraße in Berlin-Westend (Grablage: I-Ur-8). Sie ruht dort neben ihrem 1949 verstorbenen Ehemann Walter Bültemann.

## Bedeutung
In den 1930er und 1940er Jahren galt Klose als bedeutende deutsche Altistin, insbesondere als Wagner-Interpretin war sie auch international bekannt. Daneben sang sie Verdi und Richard Strauss und war eine gesuchte Oratorien- und Lied-Sängerin. Besonders in den frühen Jahren ihrer Karriere wirkte sie auch in Aufführungen zeitgenössischer Werke mit, darunter Uraufführungen von Werken von Hans Pfitzner (Das Herz, 1931) und Werner Egk.
Sie arbeitete mit bekannten Dirigenten ihrer Zeit zusammen und wurde z. B. von Erich Kleiber, Leo Blech und vor allem von Wilhelm Furtwängler geschätzt, der sie noch 1954 für Schallplatten-Aufnahmen (Die Walküre) einsetzte.

## Repertoire (Auswahl)
- 1955: Christoph Willibald Gluck:  Iphigenie in Aulis (Klytemnestra) – Regie: Carl-Heinrich Kreith (Deutsche Staatsoper Berlin)
- 1956: Richard Wagner: Die Walküre (Fricka) – Regie: Erich Witte (Deutsche Staatsoper Berlin)
- 1957: Richard Wagner: Das Rheingold (Fricka) – Regie: Erich Witte (Deutsche Staatsoper Berlin)
- 1958: Eugen Suchoň: Krútňava (Taufpatin) – Regie: Erich-Alexander Winds (Deutsche Staatsoper Berlin)
- 1958: Modest Mussorgski: Chowanschtschina – Regie: Hinko Leskovsek (Deutsche Staatsoper Berlin)

## Tondokumente
Nach ersten Schallplattenaufnahmen 1929 für Pathé entstanden von 1932 bis 1954 Aufnahmen für Electrola und von 1941 bis 1955 für die Deutsche-Grammophon-Gesellschaft. Letzte Aufnahmen aus den Jahren 1964 und 1965 wurden auf Ariola Eurodisc veröffentlicht. Zudem erschienen Rundfunk- und Liveaufnahmen von Margarete Klose auf CD.